# Giovanni Ciampini
Giovanni Giustino Ciampini (13 avril 1633 à Rome - 12 juillet 1698 à Rome) est un ecclésiastique, un archéologue et un historien de l'art italien.

## Biographie
Giovanni Giustino Ciampini naît à Rome le 13 avril 1633. Il perdit ses parents à l’âge de douze ans. S’étant d’abord livré à étude du droit, il fut reçu docteur à Macerata ; mais il abandonna cette carrière pour les belles-lettres. Il obtint ensuite un emploi dans la chancellerie apostolique, et renonça à un mariage avantageux que lui proposait son frère ainé, pour se consacrer entièrement à l’étude. Clément IX le créa, en 1669, maître brefs des grâces (Magister brevium gratiæ), et préfet de ceux de justice. Ses travaux ne l’empêchèrent point de satisfaire son goût pour l’histoire, les sciences et les belles-lettres, auxquelles il se livra avec un égal succès. En 1671, il fonda à Rome une académie pour l’histoire ecclésiastique. Nommé, en 1672, l’un des abréviateurs du grand Pare, il en fut, peu de temps après, le secrétaire. Il établit, en 1679, une autre académie pour les sciences naturelles, physiques et mathématiques, sous la protection de la reine Christine de Suède. Plusieurs cardinaux, et d’autres personnages distingués qui vivaient à cette époque, étaient membres de cette société, à laquelle on doit un grand nombre de dissertations importantes. Une riche bibliothèque, des collections de statues, des médailles et des monuments anciens avaient transformé sa maison en un musée où se rassemblaient tous les soirs la plupart des savants de Rome, qui venaient y discuter les points les plus intéressants de l’histoire et de l’antiquité. Cette réunion formait une troisième académie.
Il meurt le 12 juillet 1698 à Rome.

## Œuvres

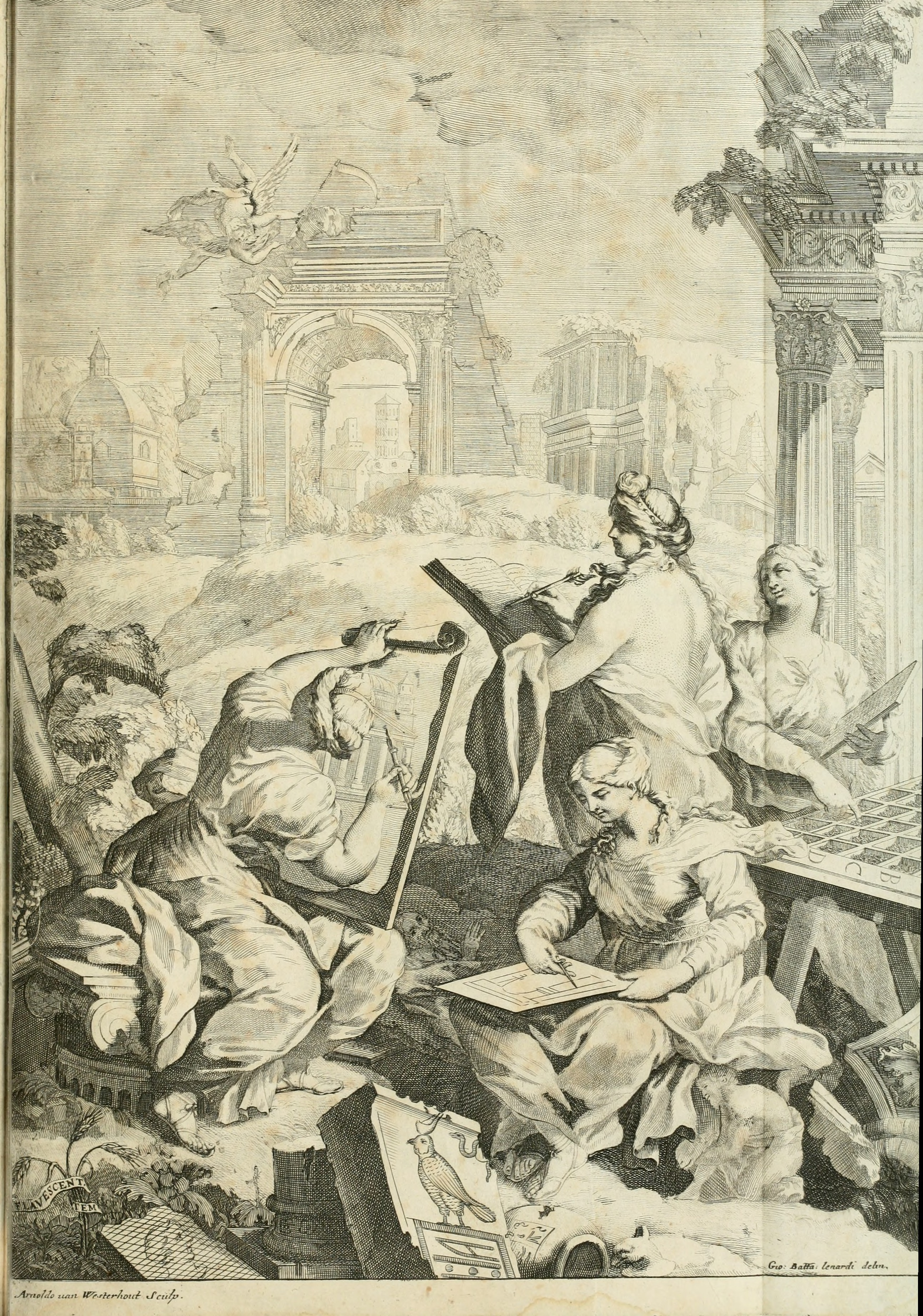
Vetera Monimenta: In quibus praecipuè Musiva Opera Sacrarum, Profanarumque Aedium Structura, Ac nonnulli antiqui Ritus Dißertationibus, Iconibusque illustrantur (1690)

Ciampini était doué de beaucoup d’esprit ; il avait un caractère vif et impétueux, quelquefois colère ; il soutenait son sentiment avec opiniâtreté, se livrant avec d’autant plus d’ardeur à une entreprise, que le succès en paraissait plus difficile. Son style se ressent un peu de la précipitation avec laquelle il écrivait. On a de lui, en italien et en latin, plusieurs ouvrages importantes : 
- Discorso tenuto nell’accademia fisico-matematica Romana, in occasione della cometa apparsa il mese d’agosto 1682, ed osservazioni sopra di essa, Rome, 1682, in-4°.
- Sur les nouveaux Télescopes, Rome, 1686, in-4°,en italien.
- Conjecturæ de perpetuo azymorum usu in Ecclesia latina, Rome, 1688, in-4°.
- Examen libri pontificalis, sive vitarum romanorum pontificum quæ sub nomine Anastasii bibliothecarii circumferuntur, etc. Rome, 1688, in-4°.
- Parergon ad Examen libri pontificalis, sive epistola Pii II ad Carolum VII regem Franciæ ab hæreticis depravata, etc., Rome, 1688, in-4°.
- Dissertatio historica an romanus pontifex baculo pastorali utatur, Rome, 1690, in-4°.
- De incombustibili Lino, sive Lapide amianto, 1691, in-4° ; petit ouvrage curieux.
- Sacro-historica Disquisitio de duobus emblematibus, in qua disceptatur an duo Philippi imperatores fuerint christiani, Rome, 1691, in-4°.
- Investigatio historica de cruce stationali, Rome, 1694, in-4°.
- Explicatio duorum sarcophagorum sacrum baptismatis ritum indicantium, Rome, 1697, in-4°.

Ciampini a publié deux livres illustrés fondamentaux :
- Vetera Monimenta: In quibus praecipuè Musiva Opera Sacrarum, Profanarumque Aedium Structura, Ac nonnulli antiqui Ritus Dißertationibus, Iconibusque illustrantur, publié en deux volumes en 1690–1699 à Rome, est une histoire de l'art complète qui aborde l'ensemble des aspects architecturaux et des représentations proto-chrétiennes et byzantines. L'édition originale est assurée par Arnold van Westerhout, qui se charge aussi des gravures d'après les dessins de Giovanni Battista Lenardi [lire en ligne]
- De sacris aedificiis a Constantino magno constructis, publié en 1693 à Rome, est une histoire des anciennes églises construites en Europe et en Asie sous l'égide de l'empereur Constantin Ier. [lire en ligne]

Chaque ouvrages comprend de bonnes illustrations de plusieurs anciens bâtiments et mosaïques chrétiens qui ont été détruits ou ont subi des dommages importants. Certaines de ses illustrations sont des copies ou s'inspirent fortement de travaux antérieurs, tels ceux de Giacomo Grimaldi.
Ces deux ouvrages ont été réédités à Rome en 1747 en trois volumes par Carlo Giannini.
Parmi le grand nombre de ses morceaux inédits on en conserve quelques-uns à la Bibliothèque apostolique vaticane. Il a aussi travaillé au Giornale de’ Letterati qui parut à Rome chez Tanassi, 1668 à 1681, et il en fut le principal rédacteur depuis 1676.

## Galerie

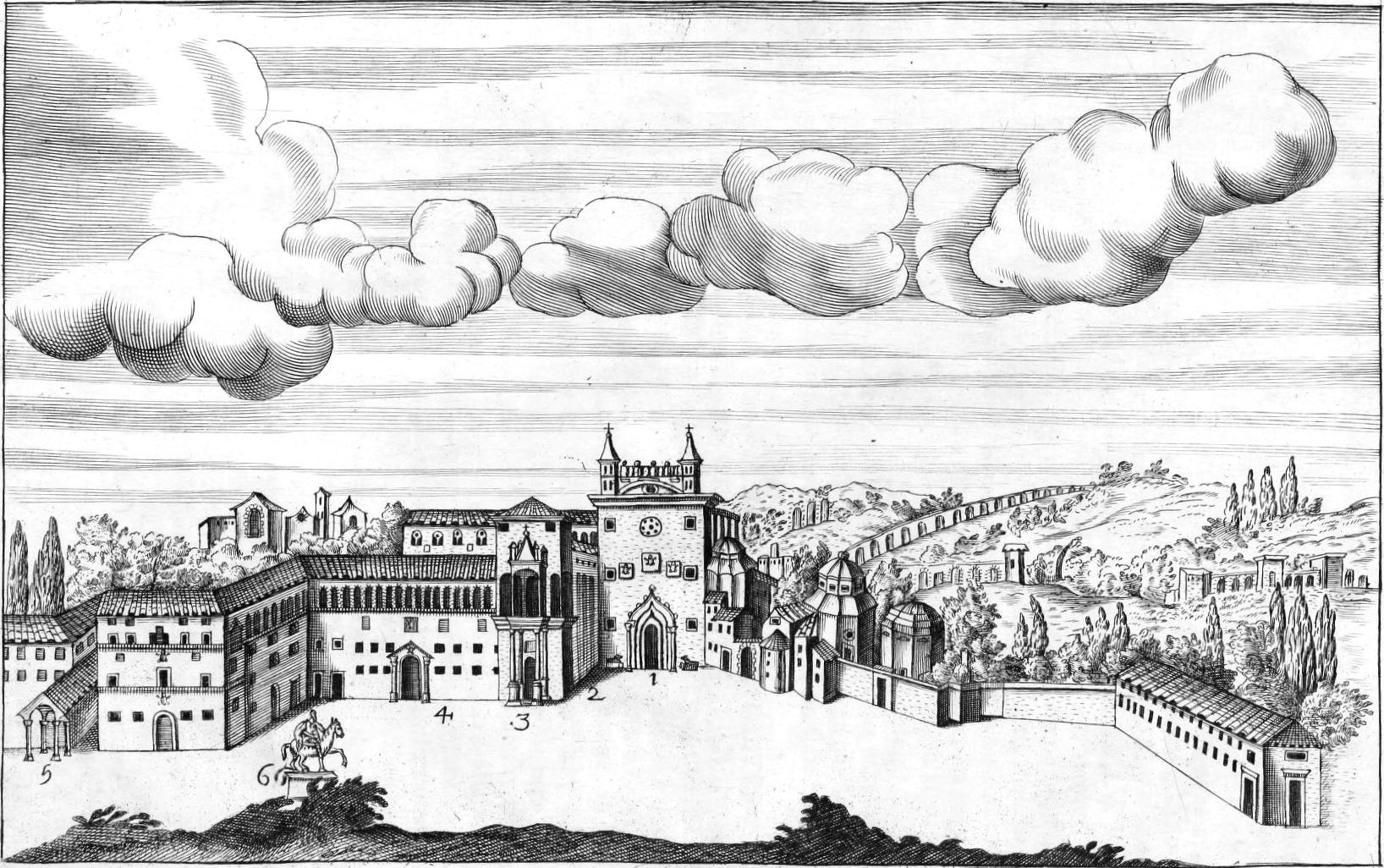
Latran dans De sacris... (1693)
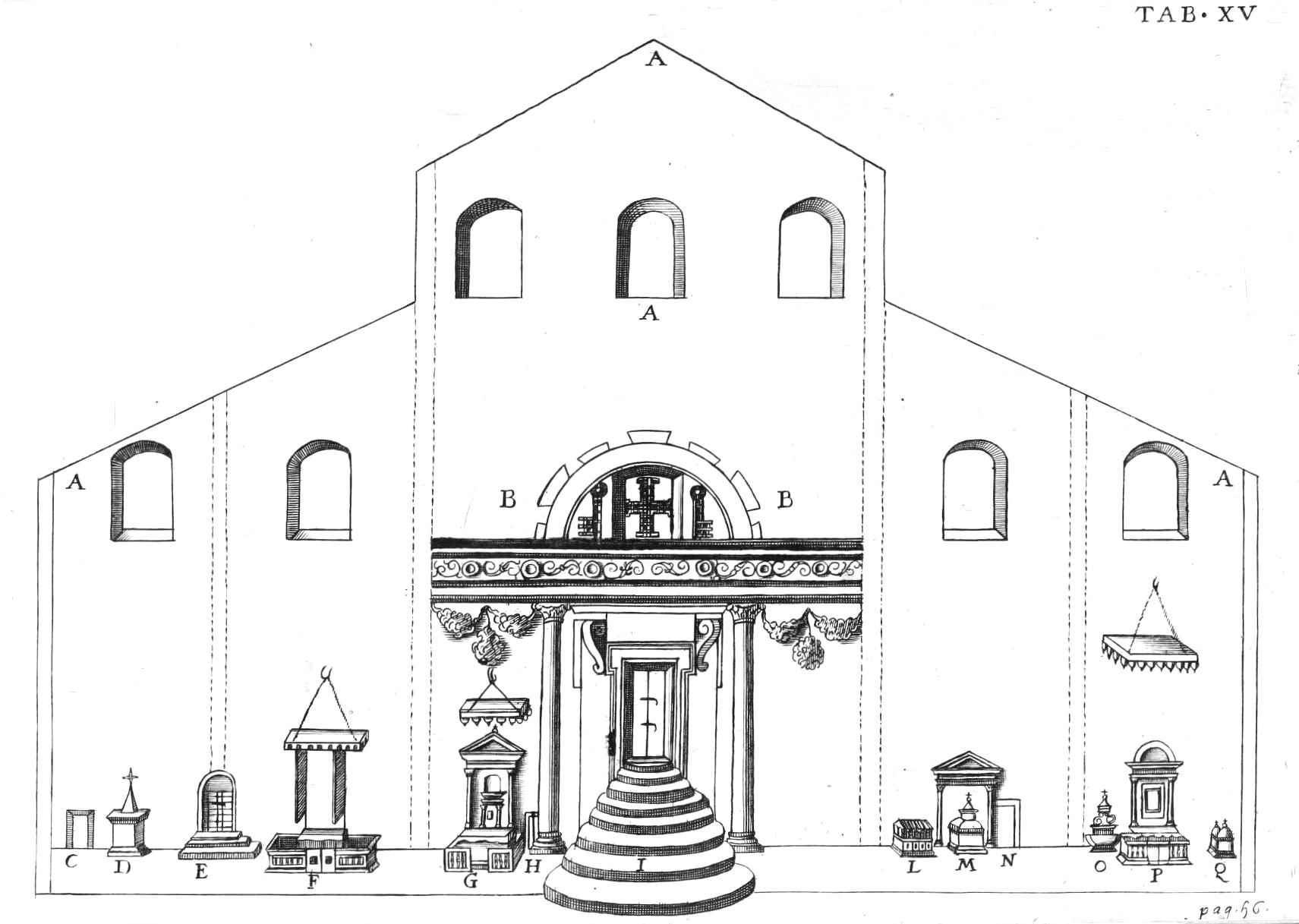
Intérieur de l'antique basilique vaticane dans De sacris... (1693)
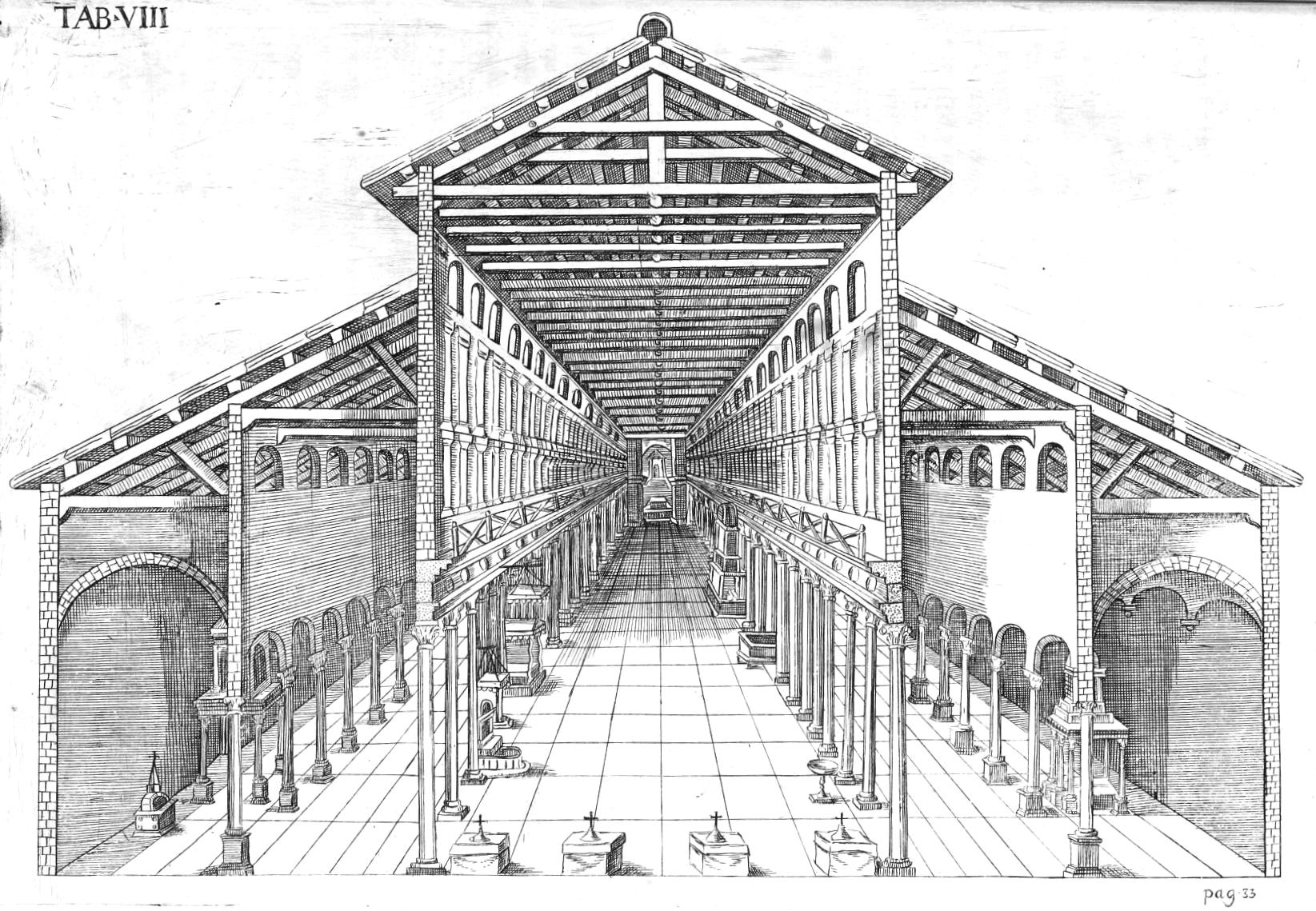
Intérieur de l'antique basilique vaticane dans De sacris... (1693)
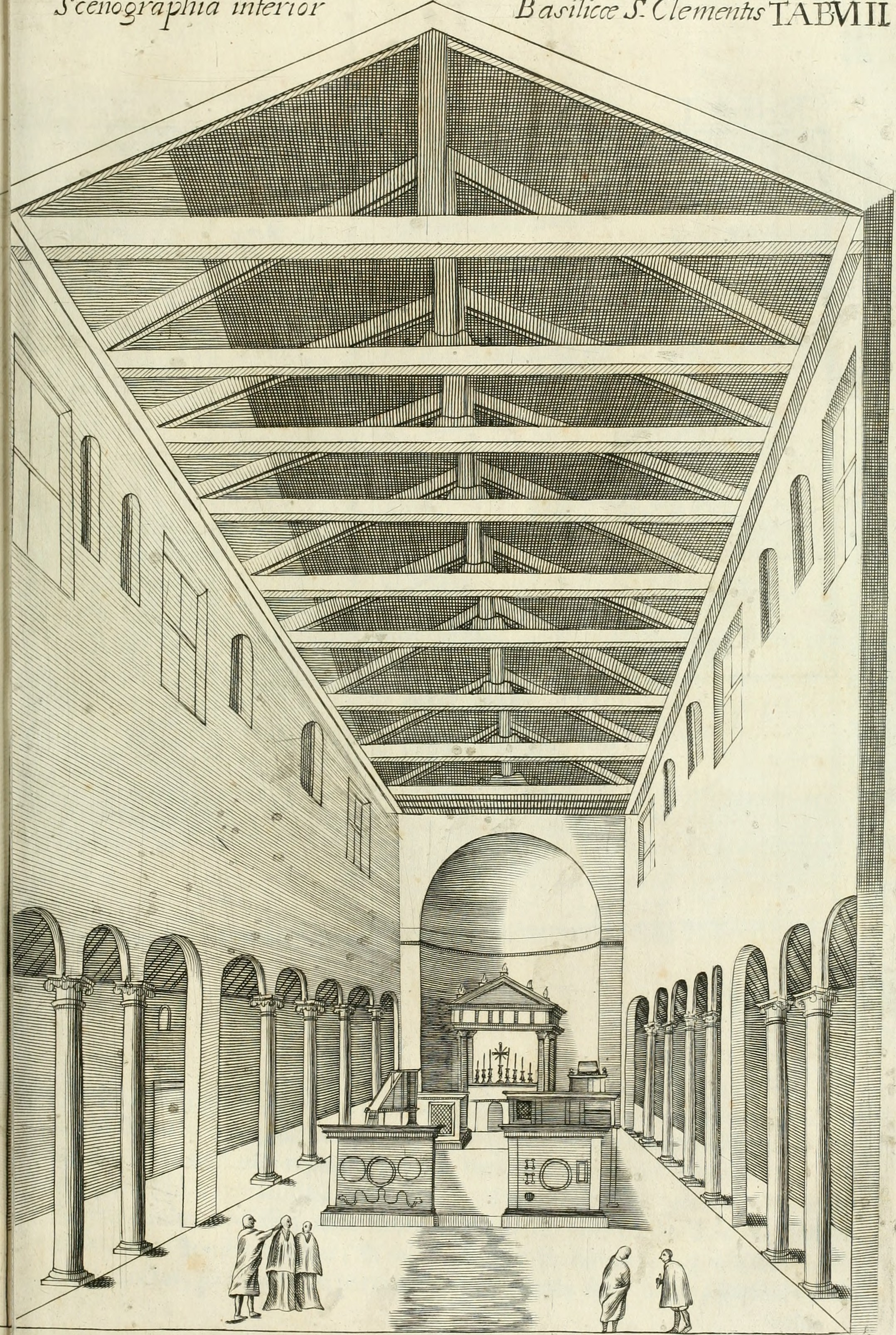
Intérieur de la basilique Saint-Clément-du-Latran dans Vetera Monimenta (1690)